# Eredo de Sungbo
L'Eredo de Sungbo és un sistema de muralles i rases situat al sud-oest de la ciutat ioruba de Ijebu Ode en l'estat d'Ogun, al sud-oest de Nigèria (6° 47′ 13″ N, 3° 52′ 30″ E / 6.78700°N,3.87488°E  / 6.78700, 3.87488). El van construir entre el 800 i el 1000 en honor a una noble Ijebu, Oloye Bilikisu Sungbo. Es troba en la llista de Nigèria de possibles llocs del Patrimoni Mundial de la UNESCO.

## Descripció
La longitud total de les fortificacions és de més de 160 km. Consten d'una fossa amb parets inusualment llises i un banc a la banda interior. La diferència d'altura entre el fons i la vora superior interior pot arribar als 20 m. La rasa forma un anell irregular al voltant de l'àrea de l'antic Regne d'Ijebu, una àrea d'uns 40 km d'ample de nord a sud, amb les parets flanquejades per arbres i vegetació, que el converteixen en un túnel verd.

## Mites
Les llegendes del clan ijebu contemporani vinculen l'Eredo amb una llegendària vídua rica i sense fills anomenada Bilikisu Sungbo. Segons ells, el monument es va construir com el seu memorial. A més a més, es creu que la seua tomba està situada a Oke-Eiri, una ciutat en una àrea musulmana just al nord.

## Història

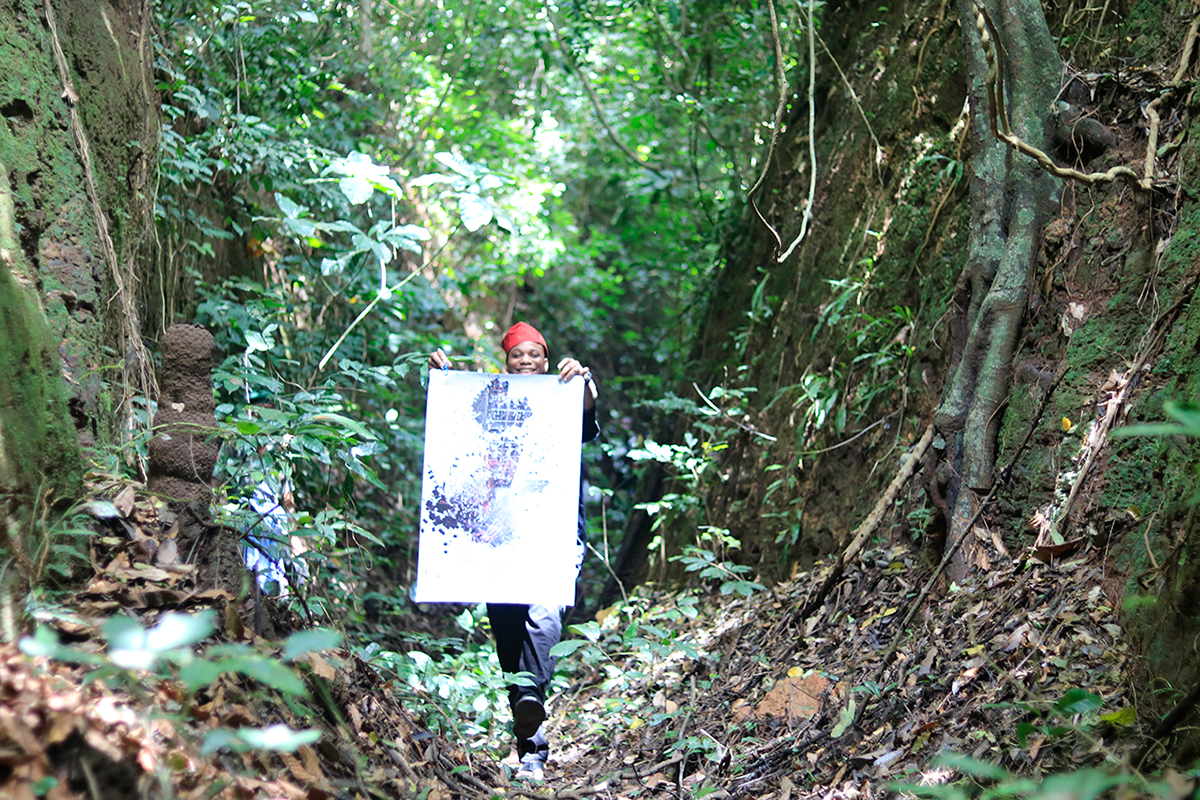
El tecnòleg multidisciplinari Ade Olufeko dins de l'Eredo de Sungbo el 2017

L'arqueologia del jaciment apunta a la presència d'una gran entitat política en l'àrea abans de l'obertura del comerç transatlàntic.
L'Eredo de Sungbo va complir un propòsit defensiu quan es va construir entre el 800 i el 1000, un període de confrontació política i consolidació en la selva tropical del sud de Nigèria. És probable que s'haja inspirat en el mateix procés que dugué a construir murs i rases semblants en tot l'oest de Nigèria, inclosos els moviments de terra al voltant d'Ife, Ilesa i Benín Iya, una sèrie de moviments de 6.500 km connectats, però separats, a l'àrea veïna de llengua edo. Sembla que era un mitjà per a unificar una zona de diferents pobles en un sol regne. I els constructors d'aquestes fortificacions van tractar deliberadament d'aconseguir aigua subterrània o argila per a crear un fons pantanós per a la rasa. Si s'aconseguia a poca profunditat, els constructors es detenien, tot i que només fora a 1 metre de fondària. En alguns llocs, s'havien col·locat petites estàtues d'ídols cònics al fons de la fossa.

### Època actual
La seua grandària i complexa construcció atragueren l'atenció dels mitjans de tot el món al setembre del 1999 quan el Dr. Patrick Darling, un arqueòleg britànic que llavors treballava a la Universitat de Bournemouth, inspeccionà el jaciment i volgué preservar-lo i donar-li certa prominència. Abans, els Eredo havien estat poc coneguts fora de la petita comunitat de residents i especialistes en història ioruba. Passaren quaranta anys entre la publicació de l'estudi del jaciment per part del professor Peter Lloyd i el de Darling, però així i tot calgué un replantejament complet del passat d'Àfrica occidental. El 2017, el tecnòleg Ade A. Olufeko va dirigir un equip independent dins de la muralla.